# Ali Chandora Ould Haddi
Ali Chandora Ould Haddi (Ali el Superb) fou emir de Trarza, fill d'Haddi Ould Ahmed i germà i successor d'Amar I Agjhel Ould Haddi el 1703. Va regnar fins al 1727.
A l'inici del segle xviii el gran xeic Al-Qadi dels Ida Ou Ali de Chingueti, que per gelosies dels ulemes havia estat condemnat a mort pel sultà, va abandonar Adrar i va anar al país Trarza amb els seus quatre fills, Sidi Abdallah Maham, Alfara Ahmed, Alfara Mohammedden i Alfara Lamin. Havia estat advertit per un fill del sultà (que havia estat el seu alumne) el qual fou descobert i condemnat a perdre una mà, i va morir de la infecció.
Per assegurar el seu govern i els seus descendents sobre l'emirat, es va voler fer confirmar pel sultà del Marroc que aleshores era Mulay Ismail (va governar des de vers 1634 o 1645 a 1727) que havia fet una incursió a l'Adrar i havia arribat fins a Tichit al Tagant el 1689 i era famós arreu havent estat el sultà més gran del Marroc. Acompanyat d'un cadi dels Ida Ou Ali de Chingueti de nom Abdallah Mohammed ben Abdallah, l'emir va anar a la cort del sultà i li va demanar la investidura, li va conferir el comandament del sud de Mauritània; a més li va cedir un contingent de guerrers amb els quals va tornar a Trarza. Aquests guerrers després es van quedar al país i es diu que van formar la fracció Loubeïdat dels trarza.
Amb el suport dels marroquins Ali Chandora va començar a lluitar contra les fraccions dels Oulad Rizg a les que va esclafar definitivament i els va fer tributaris (Oulad Khalifa, Oulad Bou Ali); després va atacar els Ahel Attam, Oulad Sassi i Oulad Zennoum que sota el nom conjunt de Oulad Daman actuaven de manera completament independent al sud-est dels campaments dels Oulad Ahmed ben Daman. Els va forçar a reconèixer la seva autoritat, si més no de manera nominal. Amb aquests contingents Ali es va desfer del domini que sobre els trarza exercia en aquest moment l'emir de Brakna. Segons el pare Labat l'emir de Brakna feia la recol·lecció de la goma als boscos d'acàcies disputats i les venia a l'escala del Terrier-Rouge, fou atacat per Ali Chandora i va haver de fugir cap al Regiz (el llac Cayor). Els Brakna van signar tractats d'amistat i de submissió.
Entre 1717 i 1727 els europeus van fer diverses expedicions marítimes a la costa (holandesos i francesos bàsicament) i coneixien el poder d'Ali Chandora amb el que van signar alguns tractats. Inicialment va afavorir els holandesos però després es va orientar cap als francesos de Saint Louis del Senegal. El 1723 va enviar al seu segon fill Cherqi a saludar al governador André Bruë a Saint Louis. Es van signar alguns tractats pels quals França ja no necessitaria comerciar a Portendick (Porto d'Addi) i Arguin, ja que el comerç es feia principalment per les escales fluvials del Desert, del Coq i del Terrier Rouge; Bruë havia treballat en aquest sentit durant molt anys; l'escalda del Desert havia estat molt de temps el mercat comercial dels Ida Ou El-Hadj (Darmankur dels negres).
Ali Chandora fou mort el 1727 en un combat amb les forces de l'emir dels Brakna, Mohammed Al-Hiba (Mohammed Al-Heïba) Ould Normach, que va morir un any després. Fou enterrat un mica damunt de Boghé (Dibangou, en llengua tuculor), on la seva tomba encara existeix en un bosquet. Va deixar dos fills, Amar i Cherqi, sent el fill gran Amar II Ould Ali el que el va succeir.